# Chaos;Head
Chaos;Head (cách điệu là ChäoS;HEAd) là một visual novel phát triển bởi 5pb. và Nitroplus. Đây là trò chơi đầu tiên trong sê-ri Science Adventure, và ban đầu được phát hành cho Microsoft Windows năm 2008; bản mở rộng Xbox 360 tên Chaos;Head Noah phát hành 2009, rồi từ đó được chuyển sang nhiều nền tảng khác. Trò chơi theo chân Nishijo Takumi, học sinh trung học bị vướng vào những vụ giết người "New Gen". Takumi thường xuyên phải chịu ảo tưởng và ảo giác, người chơi có thể dùng hệ thống "kích hoạt ảo tưởng" để quyết định rằng cậu nên chịu ảo tưởng "tích cực" hay "tiêu cực", giúp một phần quyết định kết thúc của trò chơi.
Game do Shikura Chiyomaru lên ý tưởng và do Hayashi Naotaka sáng tác, thiết kế nhân vật do Sasaki Mutsumi đảm nhiệm còn âm nhạc do Abo Takeshi và Zizz Studio biên soạn. Abo đọc qua câu truyện của trò chơi trước khi bắt tay soạn nhạc, một tiến trình dù tốn nhiều thời gian hơn nhưng giúp tạo sự kết nối với thế giới trong trò chơi. Game nhận được nhiều sự ca ngợi. Chaos;Head là một thành công thương mại, giúp 5pb. củng cố chỗ đứng của mình như một nhà phát triển trò chơi. Ngoài visual novel, ba manga, một anime và một internet radio dựa trên Chaos;Head đã ra mắt, cũng như tựa trò chơi tiếp nối Chaos;Head Love Chu Chu! và trò chơi tiếp nối của chủ đề Chaos;Child.

## Trò chơi
Chaos;Head là một visual novel trong đó người chơi nhập vai Nishijo Takumi, một otaku và gần như là một hikikomori, người liên tục phải trải qua những ảo tưởng. Game chủ yếu đi theo đường thẳng, nhưng thỉnh thoảng người chơi được quyền lựa chọn: liệu Takumi nên chịu một ảo tưởng tích cực, một ảo tưởng tiêu cực, hay nên nhìn thẳng vào sự thật. Ảo tưởng tích cực là viễn cảnh hài hước, khiêu dâm, hay xoa dịu, trong khi ảo tưởng tiêu cực có tính bạo lực, máu me hay các yếu tố kinh dị khác. Người chơi chọn ảo tưởng nhờ hệ thống "kích hoạt ảo tưởng": đốm sáng xanh và đỏ hiện ra ở phía trên góc trên màn hình, thể hiện lần lượt ảo tưởng tích cực và tiêu cực.
Một khi người chơi đã chơi qua game một lần, ảo tưởng họ chọn trong lần chơi kế tiếp sẽ góp phần đưa họ đến một trong ba cái kết của game. Khi người chơi chơi game, họ có thể lướt nhanh qua các đoạn văn họ đã đọc bằng lệnh "skip". Trong phiên bản nâng cấp, Chaos;Head Noah, có thêm những cái kết khác, cũng rẽ nhánh theo ảo tưởng mà người chơi chọn. Người chơi có thể vào bảng chú giải "TIPS", nơi mà họ đọc những từ lóng Internet hay từ vựng khác có trong game, khi người chơi bắt gặp những từ như thế trong hộp thoại, từ đó được tô màu xanh và xuất hiện ngay trong bảng chú giải.

## Cốt truyện

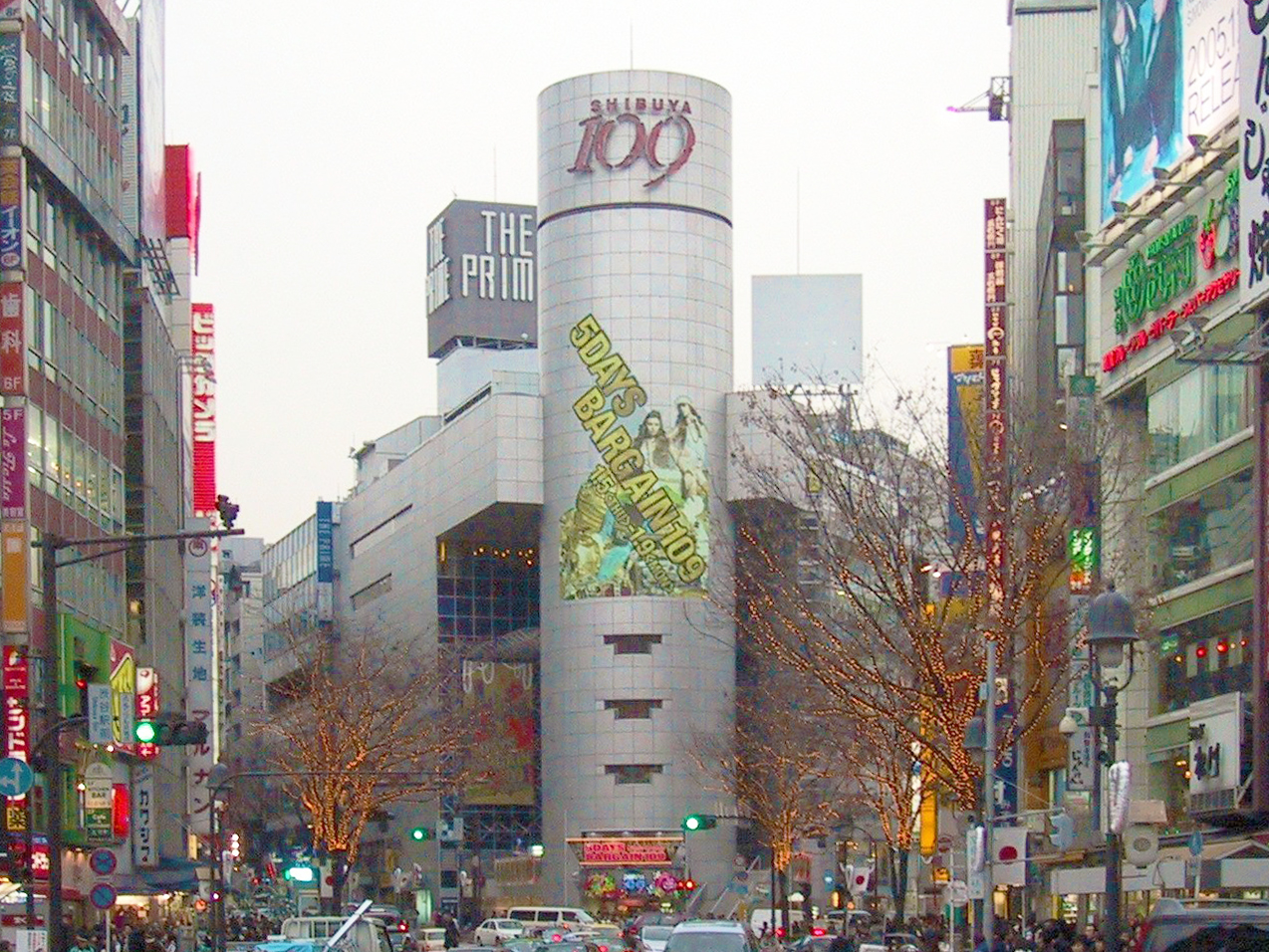
Chaos;Head lấy bối cảnh Shibuya, Tokyo.

Game lấy bối cảnh quận Shibuya của Tokyo năm 2009, nơi Takumi sống trong một thùng xe tải trên nóc một tòa nhà. Cậu đang thảo luận về những vụ giết người "New Generation Madness" ("New Gen") ở Shibuya với người bạn online Grim, thì một người tên "Shogun" gửi tập tin hình ảnh thể hiện một người đàn ông bị đóng cọc trên tường cho Takumi. Ngày hôm sau, trong một lần rời khỏi nhà hiếm hoi, Takumi trông thấy một cô gái tóc hồng gây ra vụ giết người trong bức ảnh mà Shogun gửi, cậu sợ hãi chạy khỏi hiện trường. Mấy hôm sau, cô gái tóc hồng - tên là Sakihata Rimi đến bắt chuyện với Takumi trên trường, cậu tưởng rằng mình sắp bị Rimi giết nhưng được kể rằng họ đã là bạn hơn một năm.
Tin rằng Shogun đang nhắm vào mình, Takumi tìm cách tránh né việc nhìn thấy cảnh giết người và vướng mắc đến những vụ New Gen, Takumi đã thu hút sự chú ý của cảnh sát điều tra. Trong khi đó, những vụ giết người vẫn tiếp tục diễn ra và có vẻ Shogun nhắm vào cậu thật. Takumi tiếp tục chịu ảo tưởng và ảo giác, không chắc điều gì là thật và cậu tin được ai. Trong một ảo tưởng, Shogun xuất hiện với dáng vẻ của một ông già trên xe lăn, nói với cậu rằng nhiều người nữa sẽ chết trừ khi cậu thức tỉnh.
Kishimoto Ayase, người mới chuyển đến trường Takumi, nói rằng cậu chỉ có thể được cứu nếu có "Di-Sword". Ayase triệu hồi Di-Sword trước mặt cậu và nói rằng Di-Sword thực chất được tạo ra từ ảo tưởng bởi những người có năng lực đặc biệt. Takumi còn được biết rằng cô gái cầm kiếm cậu gặp ở nơi công cộng – Aoi Sena – và bạn cô là Orihara Kozue cũng có thể phát ảo tưởng, và rằng những người có năng lực như vậy được gọi là "gigalomaniac". Sau cuộc nói chuyện với hai người họ, cậu biết mình là một gigalomaniac và gigalomaniac có thể biến ảo tưởng thành hiện thực, khả năng đặc biệt này được gọi là "real-boot".
Nozomi Group ở Shibuya được tiết lộ là đang dùng máy Noah II để dùng sức mạnh gigalomaniac với âm mưu đen tối, để làm được điều này, chúng cần người mang máy truyền phát nhằm tăng độ phủ sóng của Noah II. Khi một ảo tưởng gây ra bởi Noah II làm người dân hoảng loạn, Sena và Kozue đã tìm cách phá những máy truyền phát gần đó. Takumi, Sena và Kozue sau đó hợp sức để chống Nozomi. Họ lẻn vào tổng hành dinh Nozomi, đi vào một chỗ nghiên cứu dưới lòng đất nơi họ thấy Noah II và Norose Genichi, giám đốc Nozomi và hai bên giao đấu. Họ đánh bại Norose, phá hủy cái máy thì mới biết rằng đó chỉ là mẫu đầu tiên và không phải Noah II thực sự, còn Norose họ thắng chỉ là ảo tưởng do cái máy tạo ra.
Takumi biết được rằng cậu là một bản sao nhân tạo ảo tưởng, với kí ức chắp vá, tạo ra bởi Shogun – Takumi thực sự. Em gái cậu là Nanami đang bị giam giữ ở chỗ Noah II thật, nơi cô bị ép thức tỉnh sức mạnh gigalomaniac và có được Di-Sword. Rimi – cũng là một gigalomaniac – tìm cách cứu Nanami, nhưng bị Norose bắt giữ thế chỗ. Shogun gặp Takumi, nói rằng anh đã tìm cách ngăn Nozomi thống trị nhân loại bằng Noah II, nhưng cơ thể – lão hóa do bệnh tật và dùng sức mạnh gigalomaniac quá mức – đã cản trở anh. Shogun, do đó, tạo ra Takumi để thay anh thực hiện công việc mặc dù anh không được hoàn thiện cho lắm. Takumi lấy được Di-Sword, phá hủy máy truyền phát, phát hiện ra rằng cô y tá Hazuki là một kẻ giết người New Gen (đồng thời cũng chính là người bạn online Grim) trong quá trình đọc ý ức và phát chúng lên màn hình các tòa nhà. Một vụ động đất xảy ra, phá hủy hầu hết Shibuya; Takumi cứu những gigalomaniac khác, tiếp tục con đường đến chỗ Noah II. Cậu thách đấu với Norose, nhưng Noah II kích hoạt chế độ tự vệ, lấn át Takumi bằng ảo tưởng; cậu tái xác định sự tồn tại của mình, giết Norose đồng thời phá hủy Noah II. Nằm trên đống đổ nát của Shibuya, tùy theo lựa chọn của người chơi, Takumi có thể chết theo Shogun, hoặc sống để ở bên Rimi.
Ở kết thúc thật sự được tạo ra sau khi người chơi kích hoạt đủ ảo giác có chứa câu nói ''Đôi mắt này là của ai?'', Takumi, Sena, Kozue vẫn đi xuống phòng nghiên cứu dưới lòng đất nhưng những gì xảy ra sau đó thật sự là bi kịch. Sena đã giết chết chính cha của mình trong cơn ảo giác, Takumi phá hủy thành công cỗ máy. Một phân cảnh tiếp theo là thời điểm khoảng 2 tháng sau biến cố, khi mà Takumi có vẻ như đang tận hưởng quãng thời gian thật sự hạnh phúc của đời học sinh cùng với em gái và những người bạn của mình. Trong lúc cậu vẫn đang vui vẻ sánh bước bên Rimi thì viễn cảnh hạnh phúc trước mắt cậu bỗng xa dần rồi biến mất, thay vào đó là hiện thực phũ phàng rằng cậu đã bị lợi dụng để trích xuất dữ liệu khỏi cơ thể và những gì cậu nhìn thấy trong suốt thời gian qua tất cả chỉ là ảo giác dễ chịu. Takumi nằm trên đống đổ nát của Shibuya, nơi mà sau đó Rimi ôm cậu và khóc trước khi cậu tan biến vào hư vô.

## Phát triển và phát hành
Chaos;Head được phát triển với sự hợp tác giữa 5pb. và Nitroplus. Nó được lên kế hoạch bởi Chiyomaru Shikura, người sáng lập và giám đốc điều hành của 5pb, và được viết bởi Naotaka Hayashi, với thiết kế nhân vật của Mutsumi Sasaki và ý tưởng nghệ thuật ban đầu của Yukihiro Matsuo. Shikura dự định làm cho câu chuyện "trong giới hạn của thực tế", để làm cho nó trở nên dễ hiểu hơn do các sự kiện của câu chuyện cảm thấy như chúng có thể xảy ra trong cuộc sống thực. Ông nói rằng cá nhân ông thấy không "nuốt nổi" thể loại kì ảo, và ông đã không tin rằng mọi người sẽ bị kích thích vì "những câu chuyện tưởng tượng cường điệu". Trò chơi ban đầu được công bố dưới tiêu đề Gigalomaniacs (ギ ガ ロ マ ニ ア, Gigaromaniakkusu). Các nhà phát triển mô tả trò chơi như một "tiểu thuyết khoa học kỳ ảo" (科学 NVL, Mōsō Kagaku NVL).
Âm nhạc của trò chơi được sáng tác bởi Takeshi Abo và Zizz Studio, với Abo sáng tác 21 bài hát. Mặc dù thông thường các trò chơi trong thể loại này có nhạc được chơi trong một số cảnh, Abo đã phải sáng tác một số bài hát phù hợp với một số cảnh riêng lẻ có nội dung giật gân hoặc đen tối. Ông ví von hình tượng thời tiết với tính chất âm thanh của trò chơi là "mưa", so với các trò chơi Science Adventure sau này là Steins;Gate, Robotics;Notes và Chaos;Child, mà ông lần lượt ví là "mây", "quang đãng" và "bão tố", tương ứng. Để chuẩn bị sáng tác nhạc, Abo đọc câu chuyện của trò chơi để hiểu bối cảnh và tính cách nhân vật nhiều nhất có thể. Ông đã viết ra những ấn tượng đầu tiên của mình về dòng cảm xúc của trò chơi và về các sự kiện và tình huống trong suốt câu chuyện, và sử dụng chúng để tạo ra một thế giới quan âm nhạc cho trò chơi. Ông nói rằng cách tiếp cận này mất nhiều thời gian hơn so với việc chỉ định các bài hát cho các khu vực khác nhau trong trò chơi, nhưng nó có thể tạo ra những bài hát hay hơn với mối quan hệ lớn hơn với thế giới quan của trò chơi.
Chaos;Head ban đầu được phát hành cho Microsoft Windows vào ngày 25 tháng 4 năm 2008 bởi Nitroplus. Vào khoảng tháng 6 cùng năm, người ta đã quyết định chuyển trò chơi sang Xbox 360. Phiên bản này được phát hành vào ngày 26 tháng 2 năm 2009 với tựa đề Chaos;Head Noah và bao gồm nội dung mới. Chaos;Head Noah đã được chuyển sang nhiều nền tảng: nó được phát hành cho PlayStation Portable vào ngày 24 tháng 6 năm 2010, cho iOS vào ngày 18 tháng 11 năm 2010, cho Android vào ngày 24 tháng 1 năm 2012, và cho PlayStation 3 vào ngày 22 tháng 11 năm 2012. Trong khi phiên bản Xbox 360 được CERO xếp hạng Z (từ 18 tuổi trở lên), phiên bản PlayStation Portable và PlayStation 3 đã được chỉnh sửa để có thể được phát hành với xếp hạng D (từ 17 tuổi trở lên). Phiên bản PlayStation Vita đã gói phiên bản Chaos;Head Noah với Chaos phần tiếp theo Love Chu Chu! dưới tiêu đề Chaos;Head Dual, và được phát hành vào ngày 21 tháng 8 năm 2014. Năm 2018, Shikura đã trả lời các yêu cầu của người hâm mộ trên Twitter, nói rằng Chaos;Head Noah "có lẽ" sẽ được phát hành bằng tiếng Anh.

## Đón nhận
Trong tháng 3 năm 2008, một tháng trước khi phát hành bản gốc vào tháng tư, Chaos;Head là trò chơi PC được đặt hàng nhiều thứ tư tại Nhật Bản. Chaos;Head còn là trò chơi PC bán chạy thứ ba vào tháng 4 năm 2008 và bán chạy thứ hai mươi chín tháng năm năm 2008. Đó là cuốn tiểu thuyết trực quan PC bán chạy thứ mười sáu trên Getchu.com trong nửa đầu năm 2008 và tổng thể thứ ba mươi lăm trong năm. Chaos;Head Noah là trò chơi video bán chạy thứ mười một trong tuần trong tuần đầu ra mắt, với 17.952 bản được bán ra. Trò chơi đã thành công và cùng với Steins;Gate đã giúp thiết lập 5pb. là một nhà phát triển trò chơi.
Richard Eisenbeis tại Kotaku nhận thấy Takumi là một nhân vật không thể ưa nổi, đến mức không chắc chắn liệu người chơi có thể đồng cảm với cậu ta hay không. Ông cũng lưu ý rằng trò chơi này ngắn so với các trò chơi Science Adventure sau đó, và các nhân vật chính không bao giờ kết hợp thành một nhóm và không phải là một phần quan trọng trong cuộc sống của Takumi, thay vào đó là "đi lang thang trong câu chuyện của riêng họ". Mặc dù vậy, ông tìm thấy cốt truyện và thế giới hấp dẫn, và nói rằng trò chơi không tệ, nhưng nó "có thể không là gì cả" so với Steins;Gate. Jenni Lada tại TechnologyTell đã đề xuất trò chơi, gọi đây là một câu chuyện thú vị và trưởng thành, nhưng lưu ý rằng việc thiếu bản phát hành tiếng Anh là không may mắn. Game Informer bao gồm Chaos;Head trong danh sách các trò chơi mà họ muốn xem được bản địa hóa; họ đã xem xét một phiên bản được bản địa hóa có khả năng do bản phát hành tiếng Anh của Steins;Gate năm 2014.

## Phương tiện liên quan
Một chương trình phát thanh trên internet, Chaos;Head Radio Delusional Radio Channel, bắt đầu phát sóng vào ngày 28 tháng 3 năm 2008 để giúp quảng bá trò chơi, và được tổ chức bởi các diễn viên lồng tiếng của Takumi và Rimi, Hiroyuki Yoshino và Eri Kitamura. Một sê-ri manga dựa trên trò chơi, được minh họa bởi Sumihey, bắt đầu xuất bản trên tạp chí shōnen của ASCII Media Works, Dengeki Daioh vào ngày 21 tháng 5 năm 2008. Một manga thứ hai, Chaos;Head:Blue Complex, được minh họa bởi Nagako Sakaki, bắt đầu xuất bản trên tạp chí seinen của Media Factory, Daily Comic Alive vào ngày 27 tháng 9 năm 2008. Bản chuyển thể thứ ba, Chaos;Head H, được minh họa bởi Takehito Mizuki, bắt đầu xuất bản vào ngày 26 tháng 9 năm 2008 trên tạp chí Jive's Comic Rush. Một bộ phim chuyển thể được sản xuất bởi Madhouse Studios, và được phát sóng vào năm 2008. Anime được cấp phép bởi Funimation, và được phát hành ở Bắc Mỹ trong hộp DVD / Blu-ray kết hợp được đặt vào ngày 29 tháng 11 năm 2011. Hai trò chơi video dựa trên Chaos;Head đã được thực hiện: game hài lãng mạn xoay quanh Chaos;Head Love Chu Chu! và phần tiếp theo theo chủ đề Chaos;Child. Ngoài ra, Shikura đã nói rằng ông muốn tạo ra một trò chơi video khiêu dâm dựa trên Chaos;Head và Chaos;Child, nhắm vào người lớn. Chaos;Child cũng bao gồm chuyển thể Chaos;Head như một phần trong bản tóm tắt "tập 0" của nó.